# Région du Nord-Est (Macédoine du Nord)
Pour les articles homonymes, voir Région du Nord-Est.
La région du Nord-Est (en macédonien : Североисточен Регион) est une des huit régions statistiques de la Macédoine du Nord. La région du Nord-Est est frontalière du Kosovo, de la Serbie et de la Bulgarie.

## Géographie

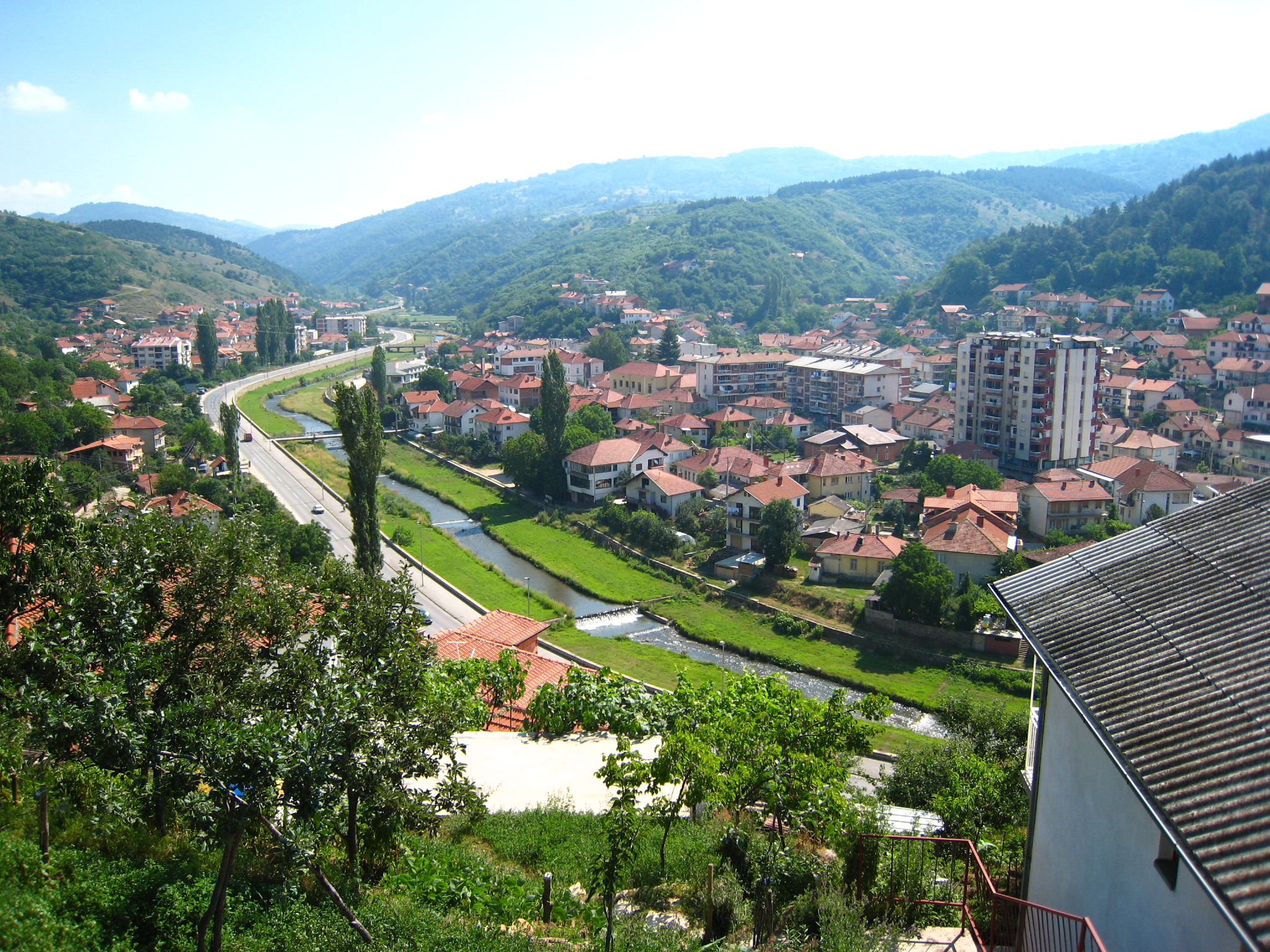
La rivière Kriva à Kriva Palanka.

La région du Nord-Est s'étend sur le bassin de la Kriva, une rivière qui prend sa source près de la frontière bulgare puis coule vers l'ouest jusqu'à la Pčinja. Cette dernière arrive de Serbie par le Nord et se jette ensuite dans le Vardar. La vallée de la Kriva est encadrée par des massifs qui donnent des frontières naturelles à la région. À l'est et au sud, elle est séparée de la Bulgarie et de la région de l'Est par les monts Osogovo, tandis que divers sommets matérialisent la frontière serbe au nord. Dans sa partie occidentale, la région possède toutefois un relief moins marqué, qui se rapproche de celui de la vallée du Vardar, avec les plaines et les collines du Žegligovo. Le Žegligovo s'ouvre par ailleurs sur la Serbie et il est un axe routier naturel important. La commune de Lipkovo, qui forme l'extrémité occidentale de la région, occupe quant à elle une partie de la Skopska Crna Gora, un massif réparti entre la Macédoine, le Kosovo et la Serbie.
Les étendues plates et les collines les plus basses sont utilisées pour l'agriculture, tandis que les massifs montagneux sont surtout couverts par la forêt. Le sous-sol montagneux est relativement riche en minéraux, notamment du fer, du plomb et du cuivre.
Le climat est variable selon l'altitude. Il est continental modéré en plaine, avec quelques influences égéennes, et montagnard dans les hauteurs. Les hivers sont assez froids, avec de la neige, les étés modérément chauds et les automnes sont longs et chauds.

## Histoire

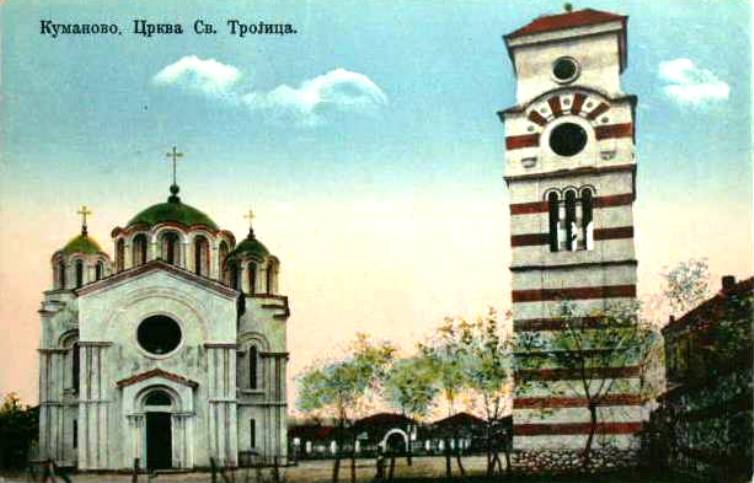
Une église de Kumanovo dans les années 1920.

La région est habitée à partir du Néolithique et elle possède encore des restes de villages de cette période. Elle possède également les deux sites préhistoriques les plus importants de la Macédoine du Nord : l'observatoire mégalithique de Kokino et la grotte de Cocev Kamen. Au Moyen Âge, les villes de Kratovo et Kumanovo apparaissent, et plusieurs monastères sont fondés, notamment à Psača et Staro Nagoričane.
Le territoire est conquis par les Turcs à la fin du XIVe siècle. Ceux-ci réorganisent et développent les villes, notamment Kriva Palanka, fondée en 1633 par un vizir. La région est particulièrement frappée par la Grande guerre turque en 1689, car la population locale s'allie aux Autrichiens et prend le contrôle des principales places fortes. Karpoš, le commandant local, est d'ailleurs fait « roi de Kumanovo » par les Autrichiens. Ces derniers perdent rapidement du terrain, et les Turcs reprennent la région avant la fin de l'année.

## Communes
La région du Nord-Est regroupe six communes :
- Kratovo
- Kriva Palanka
- Kumanovo
- Lipkovo
- Rankovce
- Staro Nagoričane

## Démographie

### Population
Selon le recensement de 2002, la région du Nord-Est compte 173 814 habitants. Elle se caractérise par une importante minorité albanaise, qui se concentre dans la partie occidentale de la région, à Lipkovo, où elle est majoritaire, et à Kumanovo. L'indice de fécondité, 1,4, est un des plus faibles de Macédoine du Nord, et la population est relativement âgée, avec une moyenne de 39 ans.
| Année | Population | Évolution |
| ----- | ---------- | --------- |
| 1994  | 163,841    | N/A       |
| 2002  | 173,814    | +6.84%    |

## Économie
La région est un important carrefour routier car elle se trouve à la fois sur la route entre Skopje et Belgrade et Skopje et Sofia. Néanmoins, la route vers la Bulgarie est étroite et il n'existe pas encore de voie ferrée dans cette direction. La région reste donc relativement isolée, surtout dans sa partie orientale. Kumanovo est de son côté la deuxième plus grande ville du pays et c'est un grand centre industriel.
La région demeure toutefois la moins développée de Macédoine du Nord.

## Culture et tourisme

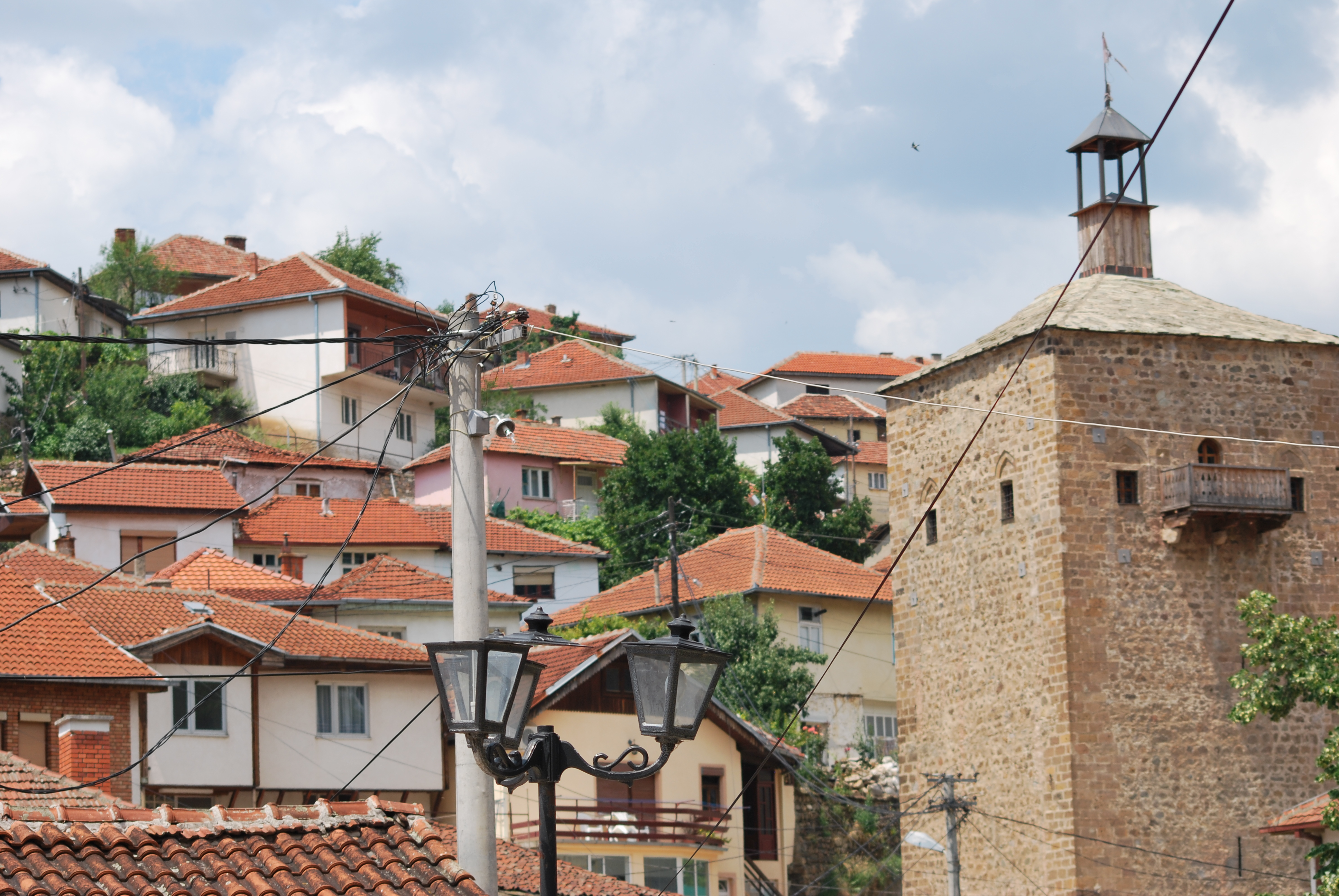
La vieille-ville de Kratovo.

La région du Nord-Est possède un important patrimoine historique, avec le site rupestre de Cocev Kamen, l'observatoire mégalithique de Kokino, comparable à Stonehenge, mais aussi la vieille-ville de Kratovo, réputée pour son architecture traditionnelle, ses ponts et ses tours médiévales. Kriva Palanka et Kumanovo comptent aussi des églises du XIXe siècle, comme Saint-Dimitri et Saint-Nicolas, ainsi que des traces de l'occupation ottomane, comme la mosquée Tatar Sinan Bey à Kumanovo.
Le monastère d'Osogovo, fondé au XIIe siècle, est l'un des plus importants de toute la Macédoine du Nord, et l'église Saint-Georges de Staro Nagoričane, fondée par le roi Stefan II Milutin de Serbie, est un exemple remarquable de l'architecture serbe médiévale. L'église de Psača est quant à elle reconnue pour ses fresques du XIVe qui représentent des souverains de l'époque. Le monastère de Karpino, autrefois important, a été gravement endommagé pendant la Seconde Guerre mondiale. Enfin, le monastère de Matejče possède une église du XIVe siècle.
La région possède enfin un site naturel important, les cheminées de fée de Kouklitsa.

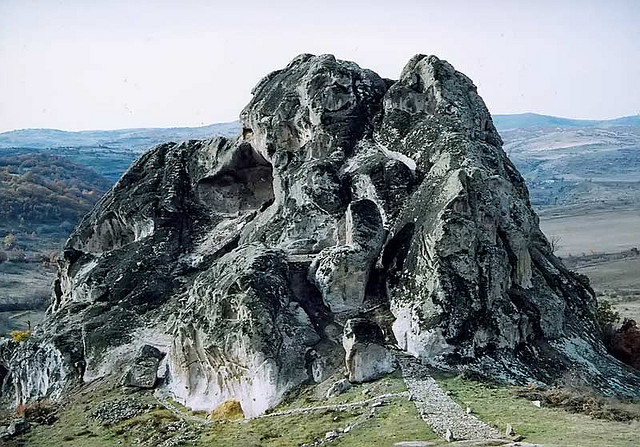
Cocev Kamen.
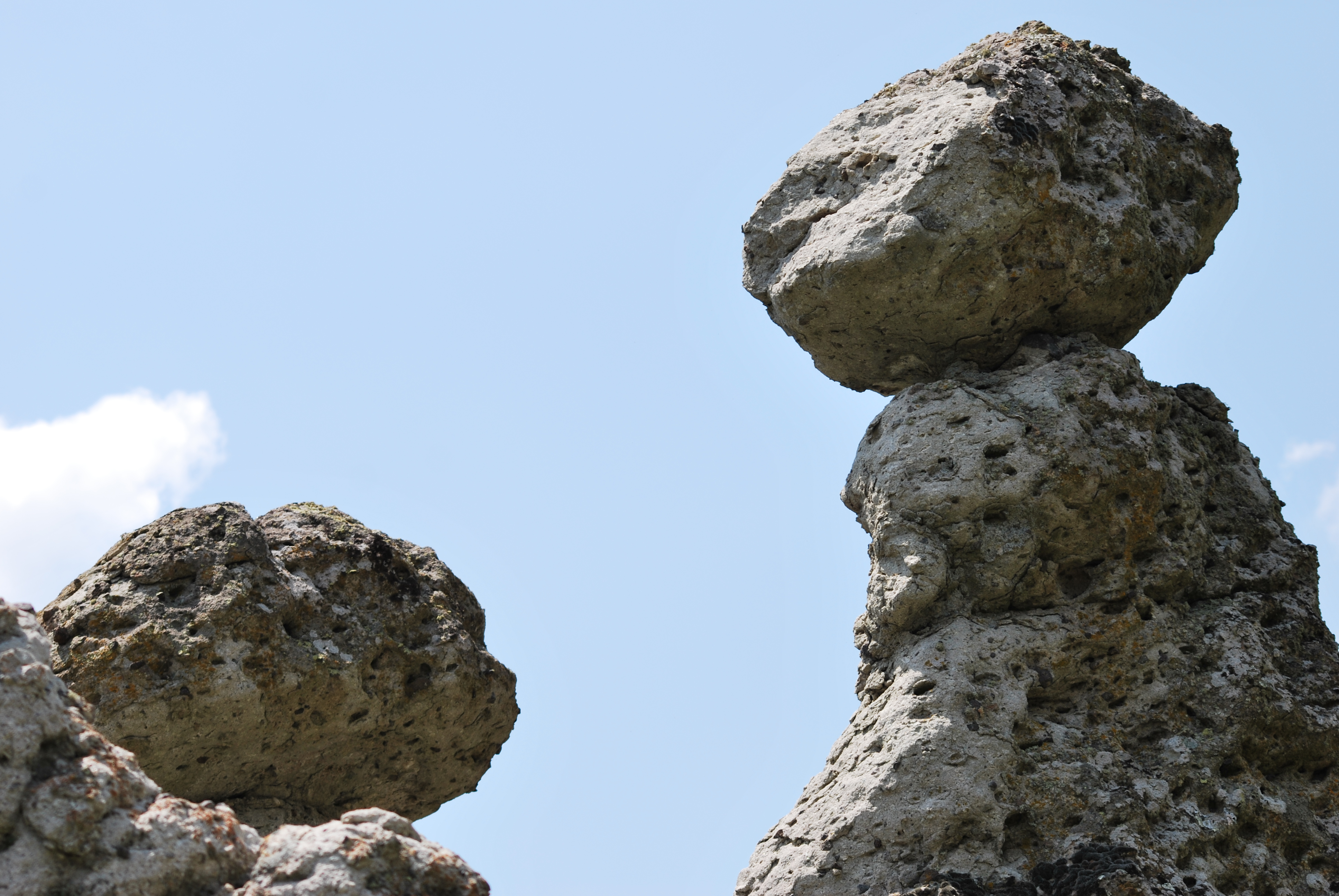
Les cheminées de fée de Kouklitsa.
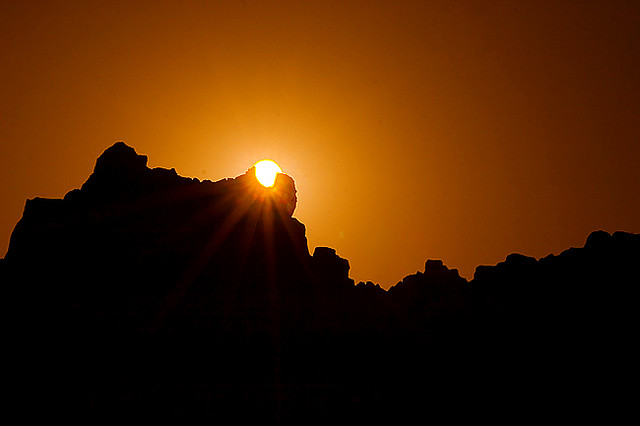
L'observatoire de Kokino.
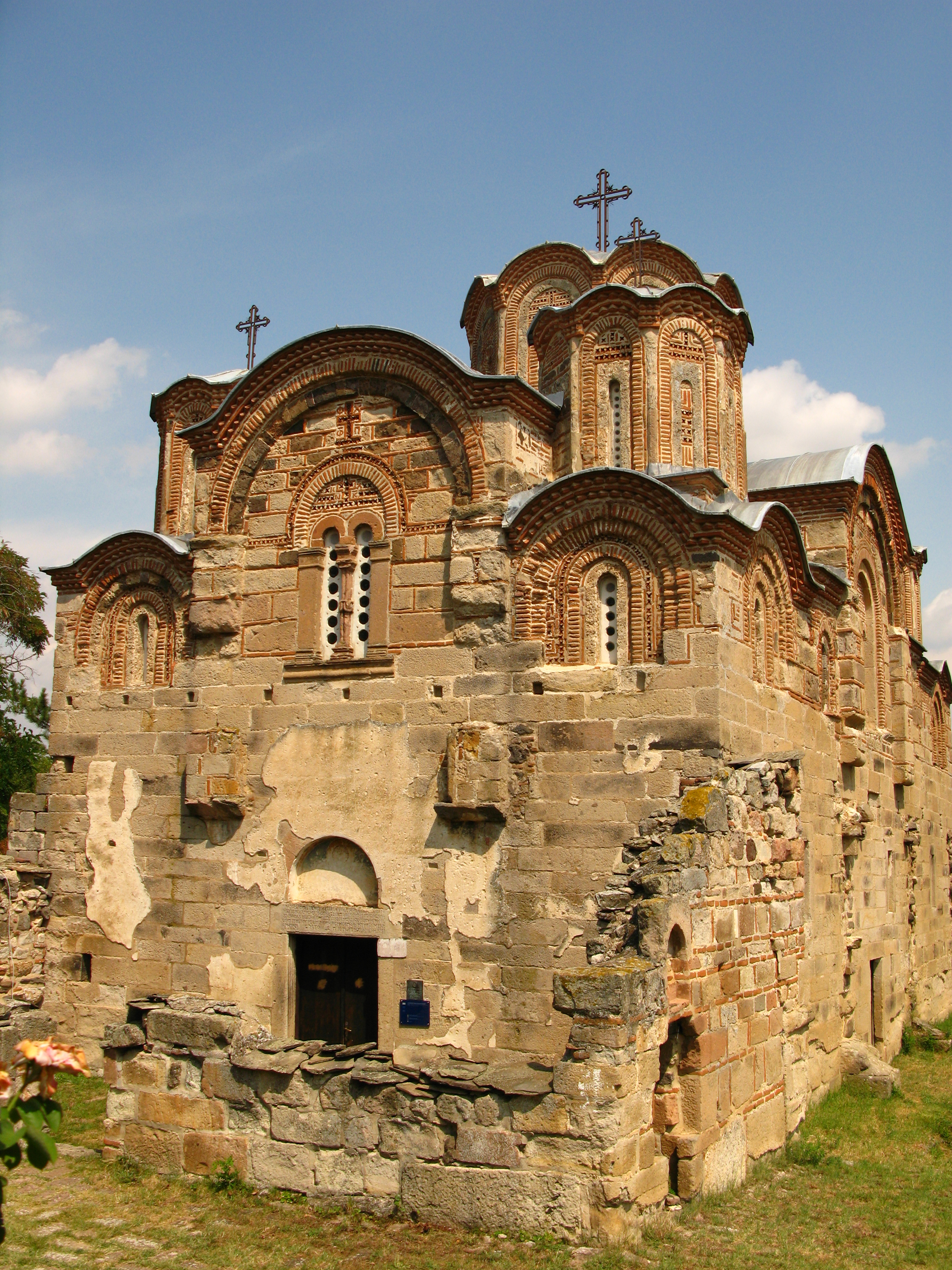
L'église de Staro Nagoričane.
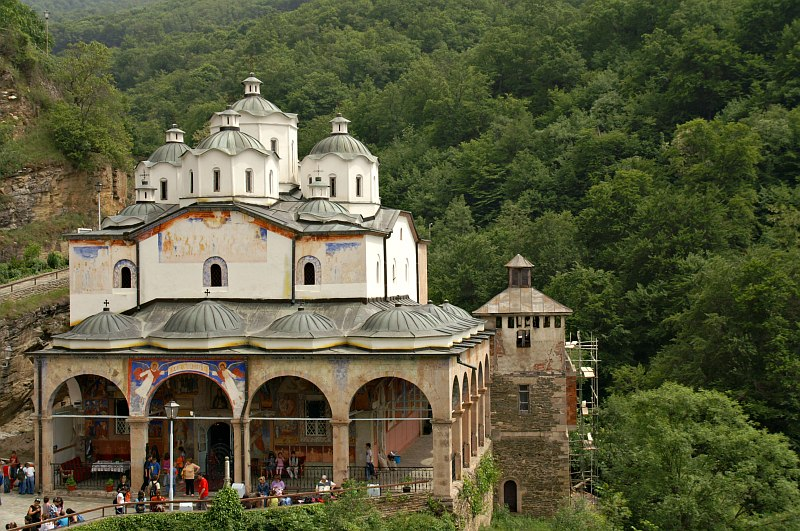
Le monastère d'Osogovo.
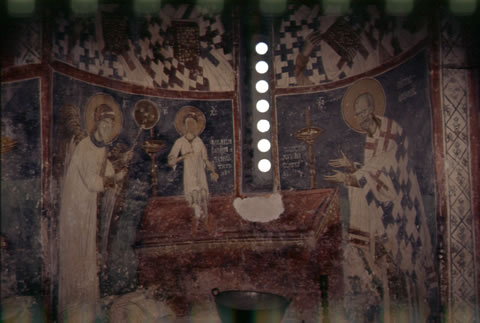
Fresques dans l'église du monastère de Matejče.